# Dinastias do Norte e do Sul
Dinastias do Norte e do Sul (chinês: 南北朝; pinyin: nán běi cháo) é o nome que recebe na divisão temporal tradicional da história da China a etapa de desunião que se seguiu à queda da Dinastia Jin, e que durou desde o ano 420 até ao ano 589. Durante estes anos, o sul e o norte de China estiveram governados por Dinastias diferentes.
Em realidade, a divisão havia começado muitos anos dantes, com a invasão do Norte de China por parte de povos nómadas não chineses procedentes do Norte. No ano 316, a capital da Dinastia Jin, Luoyang, foi destruída numa invasão dos tuoba ou tabgach, povo que fundaria no ano 386 a Dinastia Wei do Norte. A Dinastia Jin viu-se obrigada a refugiar-se no sul e os territórios de cultura chinesa permaneceriam divididos em duas entidades políticas até a reunificação conseguida pela Dinastia Sui em 589.
Ainda que o norte já estava por então em mãos da primeira das Dinastias setentrionais, os Wei do Norte, a data de começo deste período histórico situa-se de maneira convencional no ano 420, quando a Dinastia Jin refugiada no sul chegou ao seu fim, e foi substituída pela primeira das Dinastias meridionais, a Dinastia Liu-Song. O período chega ao seu fim quando a Dinastia Sui, proclamada no norte em 581, derrota a última das Dinastias do Norte, a Dinastia Chen, no ano 589.
Apesar da divisão política e dos confrontos entre o norte e o sul, esta época caracterizou-se por uma intensa actividade artística devida fundamentalmente à difusão do budismo, religião procedente da Índia, que, sob o patrocínio de alguns imperadores, e pese as perseguições por parte de outros, converter-se-ia numa parte inseparável da cultura chinesa que se manteve até aos dias de hoje.

## Lista das Dinastias

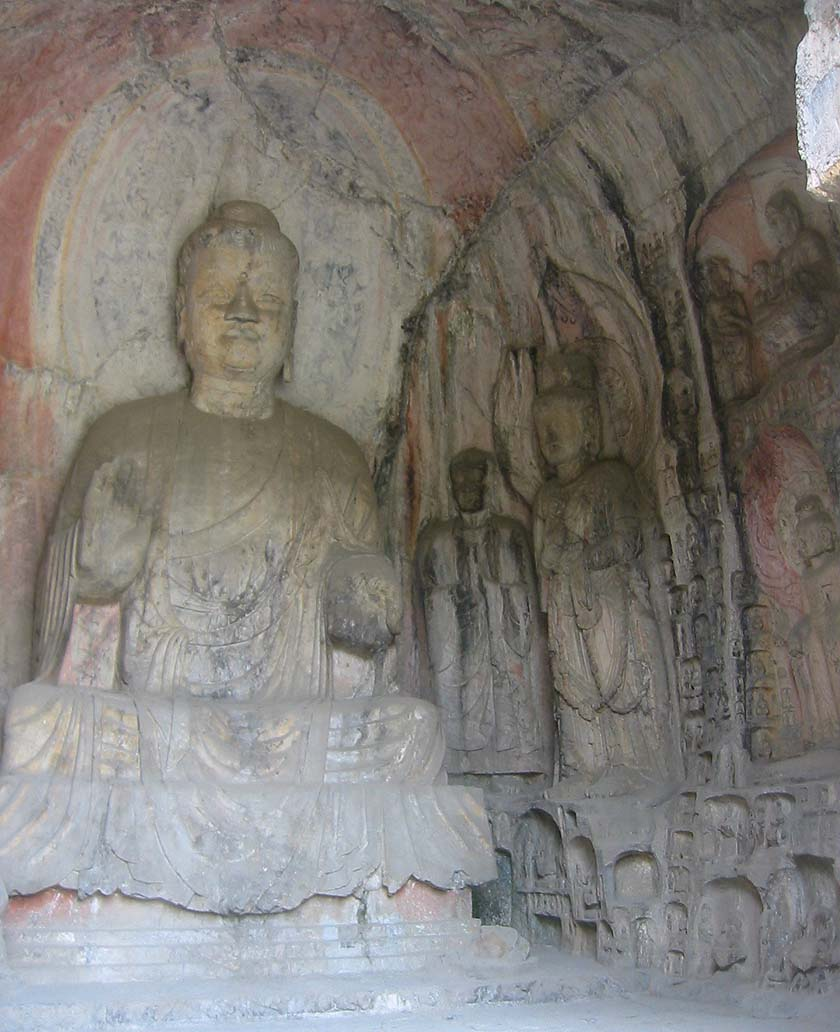
Esculturas budistas da época da Dinastia Wei do Norte nas grutas de Longmen, próximas a Luoyang.

### Dinastias do Norte
- Wei do Norte (北魏 Běi Wèi), 386 - 534[2]
- Wei do Leste (東魏 Dōng Wèi), 534 - 550[2]
- Wei do Oeste (西魏 Xī Wèi), 535 - 557[2]
- Qi do Norte (北齊 Běi Qí), 550 - 577[2]
- Zhou do Norte (北周 Běi Zhōou), 577 - 581[2]

### Dinastias do Sul
- Song (宋 Sòng), 420 - 479[3]
- Qi do Sul (南齊 Nán Qí), 479 - 502[3]
- Liang (梁 Liáng), 502 - 557[3]
- Chen (陳 Chén), 557 - 589[3]